# Ascocentrum curvifolium
Ascocentrum curvifolium es una especie de orquídea.

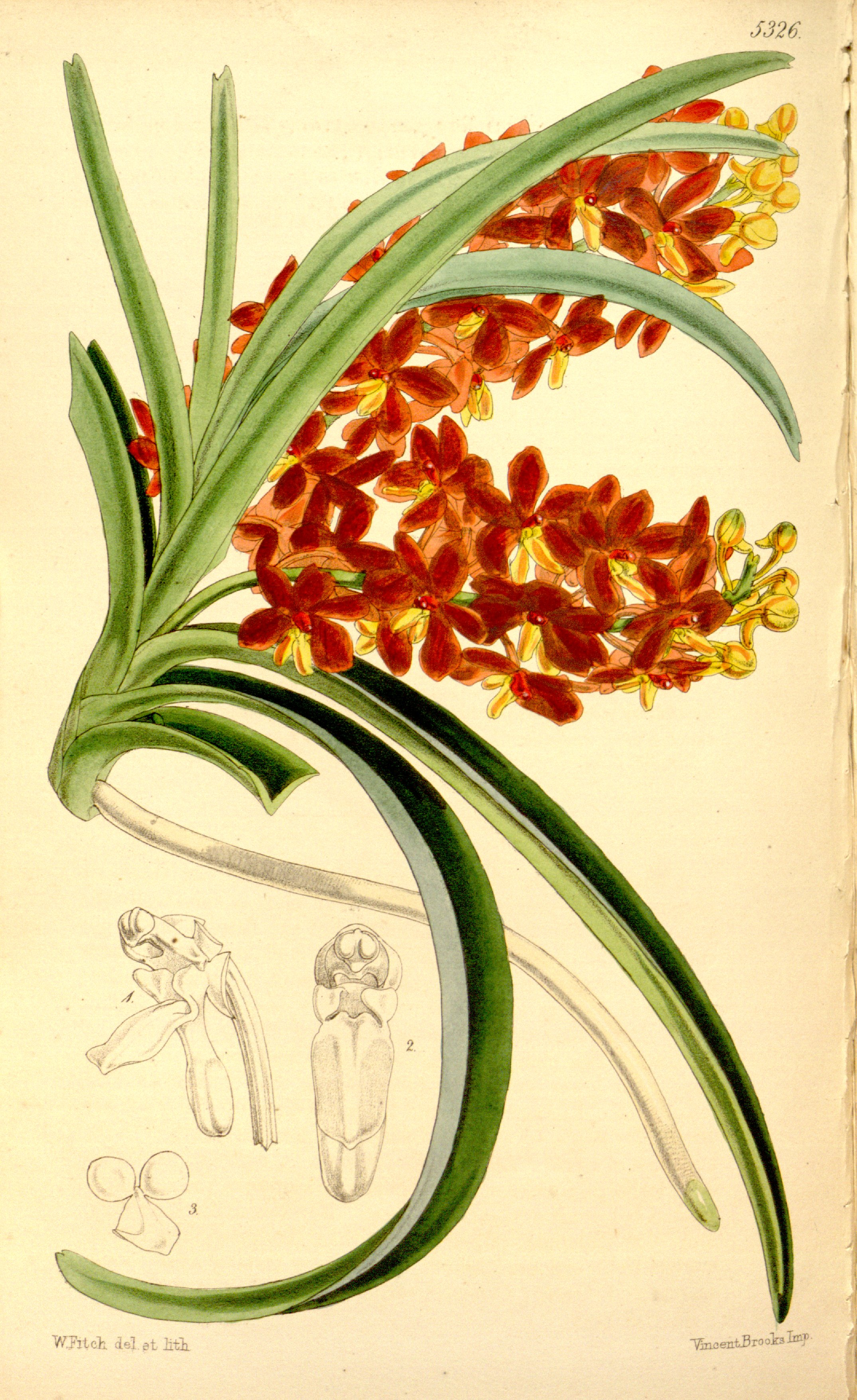
Ilustración

## Descripción
Es una planta epífita tamaño medio, a menudo se bifurcada, de tallo leñoso grueso, cubiertos por debajo con las hojas dísticas, estrictamente lineales, fuertemente decurvadas, praemorse o bidentado y cuenta con abundantes pequeñas flores rojas que se producen en la primavera y el verano en una inflorescencia atestada, erecta de 15 a 25 cm de larga y axilar que es más corta que las hojas y con muchas flores.

## Distribución y hábitat
Se encuentra en el centro de Assam en India, el Himalaya oriental, Nepal, Birmania, Tailandia, Laos, el sur de China y Vietnam, al sur de los árboles de hoja caduca en los bosques semicaducos y caducos secos de tierras bajas en las elevaciones del nivel del mar de hasta 700 metros.

## Taxonomía
Ascocentrum curvifolium fue descrita por (Lindl.) Schltr. y publicado en Repertorium Specierum Novarum Regni Vegetabilis, Beihefte 1: 975. 1913.
Etimología
Ascocentrum: nombre genérico que proviene de la unión de dos palabras griegas: ασκός (askos), que significa "piel", y κέντρον , que significa "estimular" o "picar", en referencia a la forma de su labio.
curvifolium: epíteto latino que significa "con las hojas curvadas".
Sinonimia
- Saccolabium curvifolium Lindl. (1833) (Basónimo)
- Saccolabium miniatum Hook. (1862)
- Saccolabium curvifolium var. luteum B.S. Williams (1871)
- Gastrochilus curvifolius (Lindl.) Kuntze (1891)
- Ascocentrum curvifolium f. luteum (B.S. Williams) Christenson (2005)[4][5]